# Carter Bar
Carter Bar ist eine Passhöhe auf 418 m ASL in den Cheviot Hills. Hier überquert die A68, eine Fernverkehrsstraße zwischen Darlington und Edinburgh, die 1237 gezogene schottisch-englische Grenze. Die nächsten schottischen Städte sind Jedburgh, Hawick und Kelso, auf der englischen Seite liegen Byrness und Otterburn nicht weit.

## Geschichte
1388 überquerte die schottische Armee Carter Bar auf dem Weg zur Schlacht von Otterburn. 1575 war Carter Bar Schauplatz der Raid of the Redeswire, der letzten großen Schlacht zwischen den Königreichen England und Schottland.

## Tourismus
Bei Carter Bar weist die A68 beiderseits großzügige Parkplätze auf. Die Grenzmarkierungen sind plakativ in Form beschrifteter übergroßer Grenzsteine ausgeführt und bilden ein beliebtes Fotomotiv für Schottlandreisende.

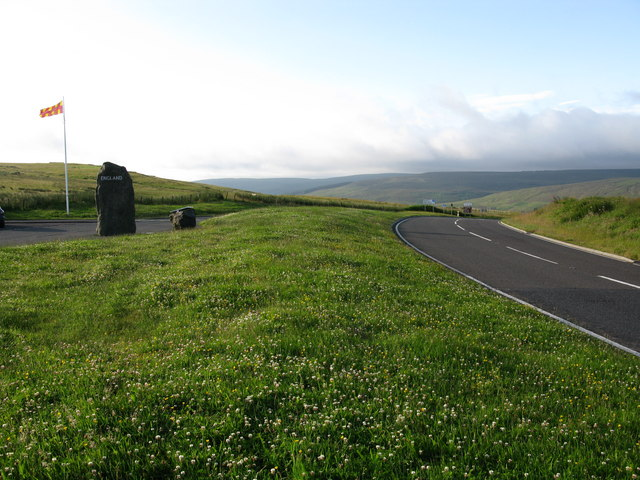
Carter Bar, 2009
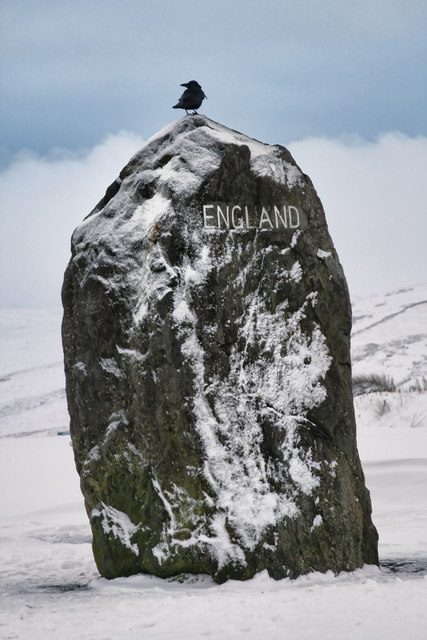
Grenzstein
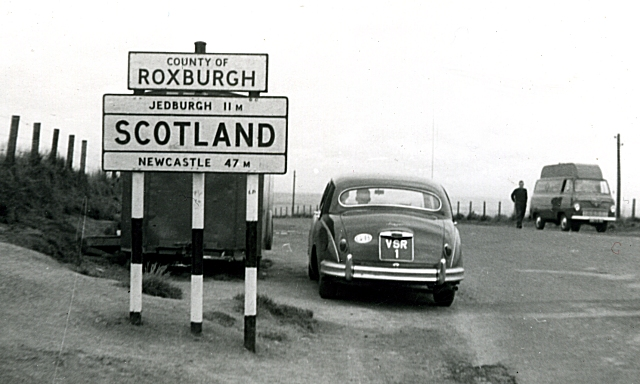
Carter Bar, 1960